# Francisco Gómez-Hidalgo y Álvarez
Francisco Gómez-Hidalgo y Álvarez (Val de Santo Domingo, 16 de junio de 1886-Ciudad de México, 1947) fue un periodista y político español, elegido diputado en las Cortes de España durante el periodo de la segunda república.

## Biografía
Nacido en la localidad toledana de Val de Santo Domingo en 1886, cursó estudios de derecho en la Universidad de Murcia, posteriormente se trasladó a Madrid donde trabajó como periodista en los diarios El Liberal, Heraldo de Madrid, Informaciones y ABC. En 1934 ingresó en Unión Republicana, partido por el que fue elegido diputado en representación de la provincia de Castellón en las elecciones generales celebradas en el año 1936, integrado en las listas del Frente Popular. Al finalizar la guerra civil española se exilió en México, donde falleció en 1947.

### Director de cine
En 1926 dirigió la película de cine mudo La malcasada en la que tienen pequeños papeles numerosos personajes notorios de la época, entre ellos los militares Francisco Franco, José Sanjurjo, Millán Astray y Miguel Primo de Rivera.

## Obra
- Juan Belmonte, su vida y su arte (1914).
- La malcasada (película, 1926).
- Marruecos, la tragedia prevista (1921).
- Cataluña-Companys (1935).